# Anthony Brooke
Anthony Walter Dayrell Brooke (* 10. Dezember 1912; † 2. März 2011 in Wanganui, Neuseeland) war Thronprätendent des Königreichs Sarawak. Er wurde 1937 von seinem Onkel Charles Vyner Brooke, dem dritten Weißen Raja, zum Rajah Muda of Sarawak ernannt. Als solcher war er Erbe seines Onkels.

## Leben
Anthony Brooke war der Sohn von Bertram, Tuan Muda of Sarawak und Gladys Milton Palmer, Tochter von Sir Walter Palmer, 1. Baronet. Somit war er Miterbe des Backwarenfabrik Huntley & Palmers. Brooke wuchs in Großbritannien auf und wurde am Eton College, dem Trinity College, Cambridge und der SOAS University of London ausgebildet. In den 1930er-Jahren arbeitete er im Öffentlichen Dienst von Sarawak.
Am 25. August 1937 wurde Anthony Brooke zum Thronerben mit dem Titel Rajah Muda of Sarawak und der Anrede His Highness ernannt. 1939 und 1940 verwaltete er in Abwesenheit des Raja das Königreich Sarawak. Am 7. Januar 1940 wurde ihm sein Titel aberkannt. Im September 1941 kam es zu einem Streit mit seinem Onkel über die Ehe mit Kathleen Hudden, der Schwester eines sarawakischen Regierungsbeamten. Sein Onkel entließ ihn darauf und verwies ihn des Landes.
Im November 1941 trat er als Private in die British Army ein. Von 1941 bis 1944 war er Lieutenant des Intelligence Corps (Militärisches Nachrichtenwesen) des South East Asia Command in Kandy, Sri Lanka. 
1944 wurde Anthony Brooke, nach Gesprächen zwischen seinem Vater und seinem Onkel, wieder als Rajah Muda eingesetzt. Von 1944 bis 1945 war er Special Commissioner für Sarawak. Am 12. Oktober 1945 wurde ihm der Titel wieder aberkannt.
1946 trat Rajah Vyner Sarawak an das britische Colonial Office gegen eine beträchtliche Rente für ihn und seine drei Töchter ab. Anthony Brooke, der designierte Erbe, lehnte mit der Mehrheit des Council Negri (Parlament) die Abtretung zunächst ab. In den kommenden fünf Jahren führte er zeitweise von seinem Haus in Singapur die Bewegung gegen die neue Kolonialherrschaft an. Nachdem der zweite britische Gouverneur von Sarawak, Sir Duncan Stewart, 1948 vom sarawakischen Nationalisten Rosli Dhobie ermordet wurde, wurde Brooke vom britischen Security Service als Urheber verdächtigt. In 2012 veröffentlichten Geheimdienstdokumenten wurde festgestellt, dass es keine Beweise gibt, dass Brooke von dem Attentat gewusst hat.
1951 verzichtet Brooke auf seinen Thronanspruch. Für einige Loyalisten blieb er Thronprätendent.
2013 nahm der amtierende British High Commissioner von Malaysia an Brookes Bestattung in Sarawak teil.

## Privatleben
Anthony Brooke lebte zeitweise in London, Sussex und Findhorn in Schottland.
Brooke heiratete erstmals in Rangun, Myanmar, Kathleen Mary Hudden (1907–1981), Tochter von William Edward Cecil Hudden, Esquire, of Backwell, Somerset. Sie war Ranee Muda of Sarawak. Sie hatten drei Kinder:
1. James Bertram Lionel Brooke (16. August 1940–27. Mai 2017) in erster Ehe mit Victoria Holdsworth (* 1949) und in zweiter Ehe mit Karen Mary Lappin (* 1955) verheiratet. Mit seiner zweiten Frau hatte er zwei Söhne und lebte in Edinburgh:
- Laurence Nicholas Brooke (* 1983 in London)
- Jason Desmond Anthony Brooke (* 1985 in London)

2. Angela Carole Brooke (1942–1986)
3. Celia Margaret Brooke (3. November 1944–17. Dezember 2011) verheiratet in erster Ehe mit David Ray Harper Inayat Khan, Enkel von Inayat Khan und in zweiter Ehe mit Marcel Captier. Mit ihrem ersten Mann hatte sie eine Tochter:
- Sura Brooke Harper, die zwei Söhne hat;
  - Leandro Kubilay und James Ray.

1982 heiratete er die Friedensaktivistin Brigitte (Gita) Keller (* 1931 in Kopenhagen), Tochter von Paul H. Lange. Ab 1987 lebten beide in Wanganui, Neuseeland.
Brooke starb in seinem Haus in Wanganui. Seine Asche wurde am 21. September 2013 Brooke Family Graveyard, in der Nähe von Astana, in Sarawak bestattet.